# Giuseppe D'Arpino
Giuseppe D'Arpino (Susa, 6 giugno 1963) è un architetto italiano.
Dal 1998 è autore multimediale di prodotti per l'infanzia ed è vincitore, nel 2000 e nel 2001,
del Premio Andersen di Sestri Levante.
Dopo l'incontro nel 1995 con Lorenzo Maria dell'Uva è nata una collaborazione professionale e un rapporto di amicizia che ha portato nell'autunno dello stesso anno alla costituzione di Intermedia Making Multimedia Happen (mmh). Da allora ha ideato cd-rom educational per l'infanzia e per i genitori con il fine di fornire strumenti software ai piccoli ed agli adulti per avvicinarli alle nuove tecnologie e ad un corretto utilizzo delle stesse. I cd-rom - presentati negli anni durante la Fiera del libro di Francoforte e la Bologna Children's Book Fair - sono stati pubblicati in Italia e all'estero ed hanno ricevuto importanti riconoscimenti nazionali ed internazionali. Con l'Editore Liguori nel 1999 il cd-rom Oliver, come ti butta amico? (illustrazioni di Francesco Fagnani) sul tema delle emozioni e dei sentimenti dei bambini, cui sono seguiti nello stesso anno i cd-rom Reporter, vincitore del Premio Andersen 2000 (illustrazioni di Enrico Macchiavello), e mymail, un client di posta elettronica per bambini. Nel 2000 pubblica Sogni d'Oliver con il quale riceve il Premio Andersen 2001 quale migliore opera multimediale sul tema dei sogni nell'infanzia. Con Editori Riuniti nel 2001 pubblica Euro Giochi. L'autore, assieme a Lorenzo Maria dell'Uva, nell'ideare e realizzare i prodotti ha sempre sostenuto che i piccoli vadano stimolati ad un utilizzo creativo e consapevole del computer e dei dispositivi digitaliI senza tuttavia perdere il contatto con la vita reale. Con l'evoluzione di Internet, che con il Web 2.0 ha offerto nuove potenzialità e opportunità di interazione, nel 2007 ha ideato mypage.it, il social network per i bambini dai 5 anni in su. Mypage.it, di cui è autore con Lorenzo Maria dell'Uva, è nato con l'idea di offrire ai bambini ed alle bambine una reale esperienza di navigazione online ma con potenti strumenti di parental control che permettessero agli adulti di poter monitorare e definire il coinvolgimento e l'utilizzo di Internet da parte dei loro piccoli. Mypage.it offriva inoltre alle aziende una piattaforma di advertising innovativa, poco invasiva. e ricca di contenuti interattivi per i piccoli utenti. Accanto al social network mypage.it è stato creato un network di siti dedicati all'infanzia che comprende: kidsearch.it, un motore di ricerca per i bambini; bambini.info, un blog sul rapporto tra bambini e nuove tecnologie; bambini.eu, un blog dedicato ai bambini; blog.mypage.it sul social network mypage.it. Il progetto mypage.it ed il suo network costituiscono a tutt'oggi una delle esperienze più significative nell'ambito dei prodotti digitali destinati a bambine e bambini che ha cambiato in maniera innovativa le opportunità di interazione tra genitori, bambini e aziende, istituzioni, associazioni. Il progetto è stato chiuso nel 2012.  